# مولدورف، اتریش
مولدورف   (به آلمانی: Mühldorf) یک منطقهٔ مسکونی در اتریش است که در ناحیه کرمس-لاند واقع شده‌است. مولدورف   ۱٬۴۴۳ نفر جمعیت دارد.